# Musa banksii
Musa banksii är en enhjärtbladig växtart som beskrevs av Ferdinand von Mueller. Musa banksii ingår i släktet bananer, och familjen bananväxter. Inga underarter finns listade i Catalogue of Life.